# Diervillaceae
Diervillaceae is een botanische naam, voor een familie van tweezaadlobbige planten. Een familie onder deze naam is niet vaak erkend door systemen van plantentaxonomie. In het APG II-systeem (2003) is erkenning van deze familie optioneel, en de planten mogen ook ingedeeld worden in de kamperfoeliefamilie (Caprifoliaceae).
Het gaat om een kleine familie van zo'n anderhalf dozijn soorten, in één à twee genera (Diervilla en mogelijk Weigela).